# Communauté de communes de Castelloubon
La communauté de communes de Castelloubon est une ancienne communauté de communes française, située dans le département des Hautes-Pyrénées et la région Midi-Pyrénées.

## Historique
Créée le 11 décembre 1995, elle fusionne avec la communauté de communes de la Croix blanche pour former la communauté de communes du Montaigu le 1er janvier 2014.

### Communes adhérentes
| Nom                  | Code Insee | Gentilé        | Superficie (km2) | Population (dernière pop. légale) | Densité (hab./km2) |
| -------------------- | ---------- | -------------- | ---------------- | --------------------------------- | ------------------ |
| Juncalas (siège)     | 65237      | Juncalésiens   | 3,51             | 176 (2014)                        | 50                 |
| Berbérust-Lias       | 65082      | Berbéruziens   | 5,73             | 55 (2014)                         | 9,6                |
| Cheust               | 65144      | Cheustois      | 3,06             | 84 (2014)                         | 27                 |
| Gazost               | 65191      | Gazostais      | 40,60            | 144 (2014)                        | 3,5                |
| Ger                  | 65197      | Gérois         | 1,94             | 191 (2014)                        | 98                 |
| Germs-sur-l'Oussouet | 65200      | Germsiens      | 12,96            | 105 (2014)                        | 8,1                |
| Geu                  | 65201      | Gélusiens      | 2,67             | 176 (2014)                        | 66                 |
| Lugagnan             | 65291      | Lugagnacais    | 0,75             | 149 (2014)                        | 199                |
| Ourdis-Cotdoussan    | 65348      | Ourdoussanais  | 4,85             | 50 (2014)                         | 10                 |
| Ourdon               | 65349      | Ourdonnais     | 2,66             | 6 (2014)                          | 2,3                |
| Ousté                | 65351      | Oustiens       | 2,35             | 33 (2014)                         | 14                 |
| Saint-Créac          | 65386      | Saint-Créacais | 2,20             | 95 (2014)                         | 43                 |

## Démographie
| 2009  | 2011 |
| ----- | ---- |
| 1 292 | -    |

## Liste des Présidents successifs
| Période                                  | Période | Identité          | Étiquette | Qualité |
| ---------------------------------------- | ------- | ----------------- | --------- | ------- |
|                                          | 2008    | Jean-Louis Crampe |           |         |
| 2008                                     | 2014    | Jean-Marc Abadie  |           |         |
| Les données manquantes sont à compléter. |         |                   |           |         |

## Sources
- Le SPLAF (Site sur la Population et les Limites Administratives de la France)
- La base ASPIC